# Cesare Peverelli
Cesare Peverelli (Milano, 30 maggio 1922 – Parigi, 13 marzo 2000) è stato un pittore italiano.

## Biografia

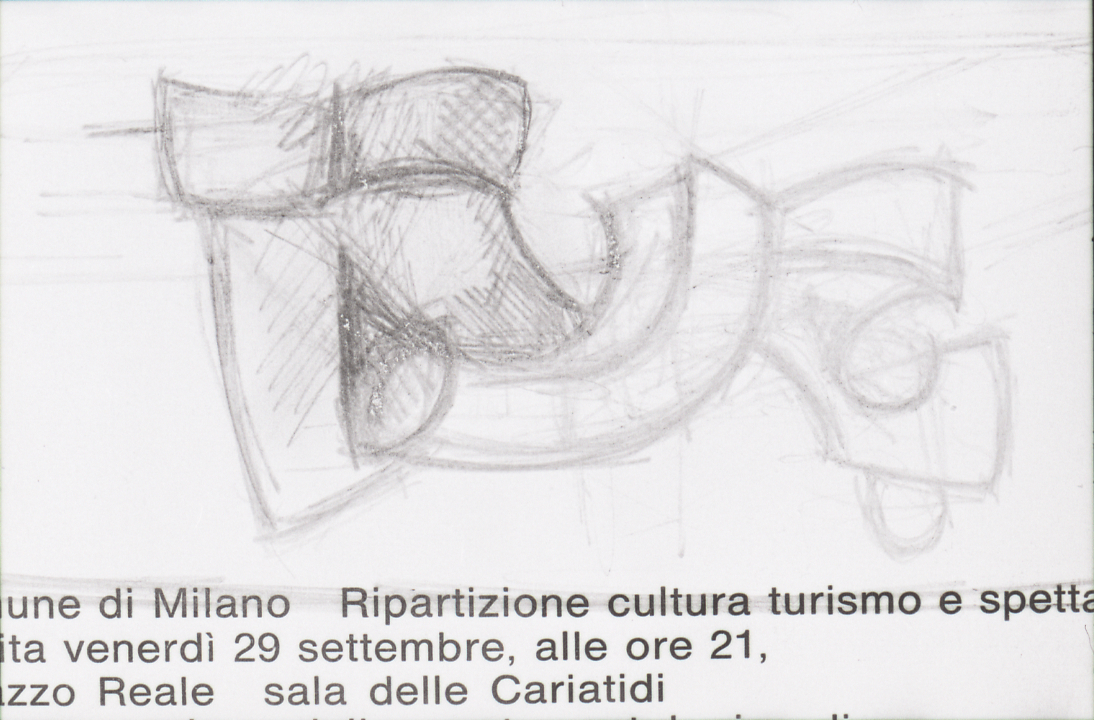
Disegno di Cesare Peverelli (foto di Paolo Monti, Fondo Paolo Monti, BEIC)

Frequentò l'Accademia di Brera dal 1939 al 1944 sotto la guida di Aldo Carpi e Achille Funi.
Frequentando in quegli anni il Bar Jamaica ebbe modo di conoscere le personalità di spicco della cultura artistica milanese.
Importante per la sua formazione fu l'amicizia con Ennio Morlotti e gli intellettuali del gruppo Corrente.
Nel 1946 aderì al gruppo "Oltre Guernica". Successivamente si avvicinò allo spazialismo e al surrealismo.
Con Giuseppe Ajmone fondò la rivista Numero.
Nel 1957 si trasferì a Parigi.
Nel 1963 una sua opera venne esposta alla mostra Contemporary Italian Paintings, allestita in alcune città australiane.
Partecipa tre volte alla biennale di Venezia nel 1948, nel 1950 e l'ultima nel 1960 con ben 13 opere.
Nel 1960 la Biennale di Venezia gli dedicò una sala personale.
Partecipa all'VIII, IX e X edizione della Quadriennale di Roma.
Nel 1972 il Comune di Milano gli dedicò una Mostra Antologica a Palazzo Reale.
Nel 1976 e nel 1979 Il Musée d'Art Moderne de la Ville de Paris organizzò importanti mostre.
Nel 1996 la Permanente di Milano organizzò una sua mostra con la curatela di Flaminio Gualdoni.
È scomparso nel 2000 all'età di 78 anni a seguito di un tumore all'esofago

## Mostre personali
- 1944 Galleria del Milione - Milano
- 1947 Galleria del Camino - Milano
- 1951 Galleria del Miglione - Milano
- 1953 Galleria San Fedele - Venezia
- 1954 Galleria del Naviglio - Milano
- 1957 Galleria Alexander Iolas - New York
- 1957 Galleria del Naviglio - Milano
- 1957 Galleria Du Dragon - Parigi
- 1959 Galleria dell'Ariete - Milano
- 1960 Galleria del Disegno Milano
- 1961 Galleria Du Dragon - Parigi
- 1962 Galerie Point Cardinal - Parigi
- 1962 Hannover Gallery - Londra
- 1964 Galleria Milano - Milano
- 1965 Galleria Gissi - Torino
- 1965 D'Aendt Galleri - Amsterdam
- 1965 Galleria Milano - Milano
- 1967 Gallerie Lucie Weill - Parigi
- 1967 Galleria 2000 - Bologna
- 1968 Galleria La Nuova Pesa - Roma
- 1969 Galleria Borgogna - Milano
- 1969 Galleria Gissi - Torino
- 1970 Galleria Isy Brachot - Bruxelles
- 1971 Galleria Gissi - Torino
- 1971 Galleria Gastaldelli - Milano
- 1972 Galleria Schubert - Milano
- 1976 Galleria Annunciata - Milano
- 1999 Galleria Annunciata - Milano